# Roverino (area protetta)
Roverino è un sito di interesse comunitario della Regione Liguria, designato come Zona Speciale di Conservazione con Decreto Ministeriale 7 aprile 2017, nell'ambito della Direttiva 92/43/CEE (Direttiva Habitat).
Comprende un'area di 336 ettari nel territorio del comune di Ventimiglia, in Provincia di Imperia.

## Territorio

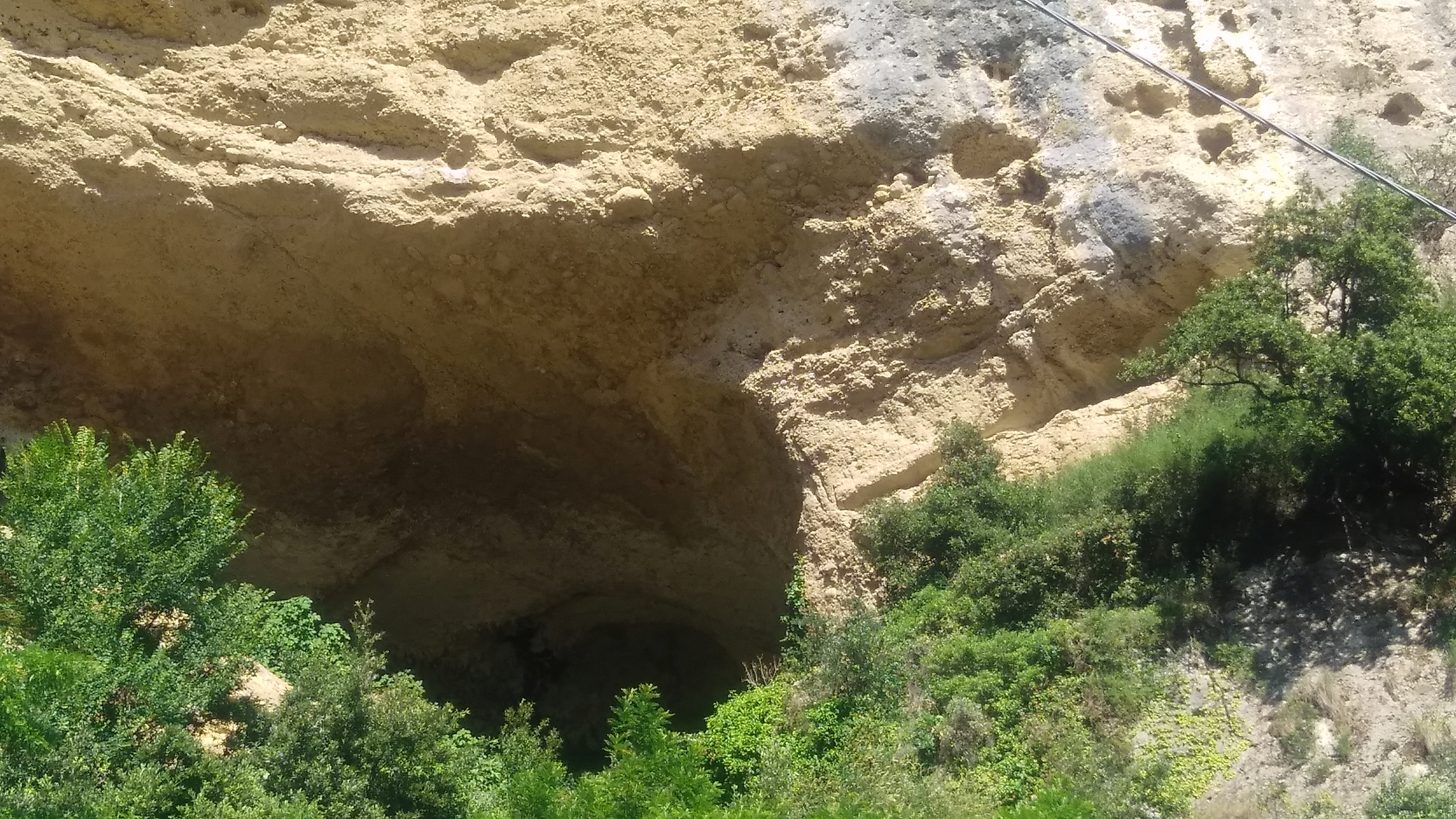
Una della caverne che si aprono nella falesia

Il sito si trova a ridosso dell'omonima frazione del comune di Ventimiglia, in provincia di Imperia. La quota minima del SIC è di 100 m s.l.m., quella massima di 458 m s.l.m.. Il sito comprende imponenti falesie costituite principalmente di conglomerati calcarei e argilliti in sinistra idrografica del fiume Roya. Sulle pendici alla base delle falesie sono presenti alcuni oliveti oltre che piccole aree prative aride e assolate.

## Flora
All'interno della flora presente nel sito ha particolare rilevanza la presenza di Ballota frutescens, una specie endemica della Liguria, segnalata dalla Regione Liguria tra quelle da tutelare prioritariamente. Interessanti sono inoltre varie specie di orchidee di habitat mediterraneo.

## Fauna

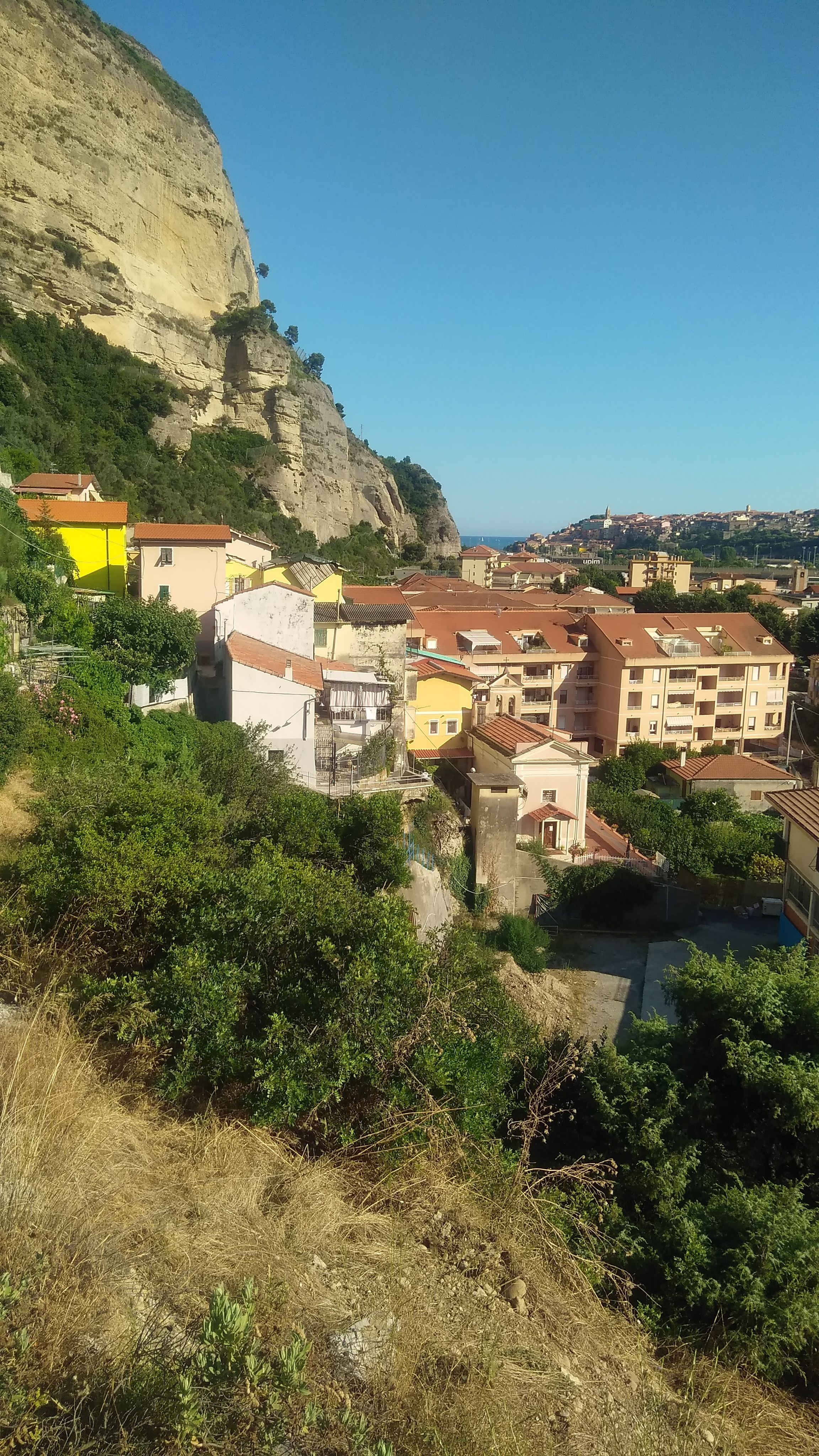
La falesia e l'abitato di Roverino

Tra i rettili presenti nel sito si possono ricordare la lucertola ocellata (Timon lepidus) e la luscengola striata (Chalcides striatus); per entrambe le specie, diffuse nell'Europa sud-occidentale, Roverino rappresenta una stazione molto prossima al limite nord-orientale dei rispettivi areali. Nell'area protetta si trovano il falco pellegrino (Falco peregrinus) e il corvo imperiale (Corvus corax), tutelati da norme dell'Unione europea. Sono inoltre presenti numerose altre specie di uccelli nidificanti e di passo.

## Fattori di rischio
Tra i fattori che mettono in pericolo la conservazione del sito si segnala innanzitutto la forte vulnerabilità agli incendi. Costituiscono inoltre fattori di rischio la presenza di specie vegetali invasive e di insetti gravemente dannosi alla vegetazione quali alcuni tipi di cocciniglie e della processionaria del pino.